# 池谷孝司
池谷 孝司（いけたに たかし、1965年 - ）は、奈良県出身の共同通信社所属の編集委員兼論説委員。

## 経歴
1988年共同通信社に入社。松江支局、広島支局、大阪社会部を経て1995年から本社社会部で文部科学省や東京地検を担当。大阪社会部次長の後、2009年5月から本社社会部次長兼文部科学省キャップとなり、宮崎支局長を経て、2019年現在、編集委員兼論説委員。主に教育や若者関係、少年事件などの取材を続けてきた。
大阪姉妹殺害事件で2009年7月に刑が執行された山地悠紀夫刑死者の一生を追った「『反省』が分からない－大阪・姉妹刺殺事件」を大阪社会部時代、真下周記者と共に50回連載。全国の新聞に掲載され、新聞労連が人権に寄与した報道に与える「疋田桂一郎賞」を受賞した。連載に加筆した「死刑でいいです－孤立が生んだ二つの殺人」が2009年10月に共同通信社から出版された。
大阪姉妹殺人事件のルポが注目されたことが複線となって、2014年にはスクール・セクシュアル・ハラスメントを扱った「スクールセクハラ なぜ教師のわいせつ犯罪は繰り返されるのか」が幻冬舎より出版された。

## 著書
- 「死刑でいいです－孤立が生んだ二つの殺人」（新潮文庫）新潮社
- 「子どもの貧困連鎖」（新潮文庫）共著：保坂渉、池谷孝司
- 「ルポ 子どもの貧困連鎖 教育現場のSOSを追って」共著：保坂渉、池谷孝司
- 「スクールセクハラ なぜ教師のわいせつ犯罪は繰り返されるのか」（幻冬舎文庫）幻冬舎